# Kosmos 186

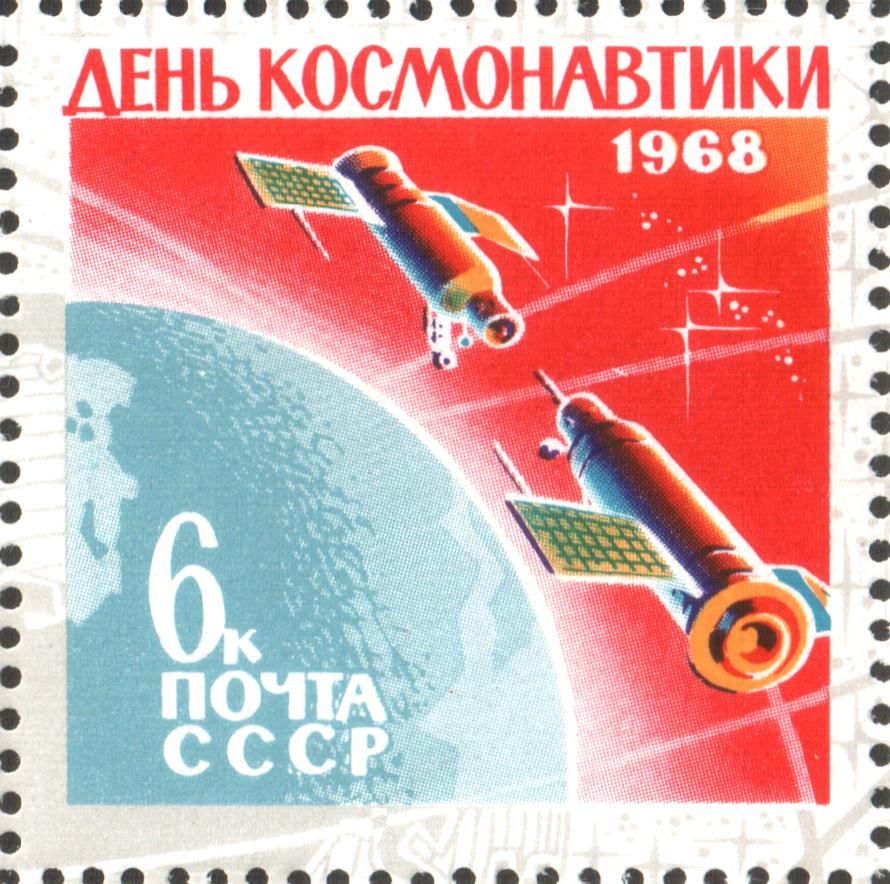
Selo comemorativo, do acoplamento da Kosmos 186 e da Kosmos 188.

Kosmos 186 (em russo: Космос que significa Cosmos), foi a designação de uma missão não tripulada conduzida pela União Soviética, composta por um módulo de descida para instrumentos e objetos de teste do Programa Soyuz. [carece de fontes?]
Lançada em 27 de Outubro de 1967 as 9:30 UTC, a partir do Cosmódromo de Baikonur, a "Kosmos 186" e a "Kosmos 188" efetuaram o primeiro acoplamento automatizado do Mundo em 30 de Outubro de 1967, usando o sistema de acoplamento "Igla".